# Lathyrus dielsianus
Lathyrus dielsianus är en ärtväxtart som beskrevs av Hermann August Theodor Harms. Lathyrus dielsianus ingår i släktet vialer, och familjen ärtväxter. Inga underarter finns listade i Catalogue of Life.